# Helenka (Zabrze)
Helenka (niem. Helenenhof, pol. „Dwór Heleny”) – dzielnica miasta Zabrze od 1954 roku.

## Informacje ogólne
Najbardziej rozpoznawalnym obiektem na Helence jest zakład ELZAB notowany na GPW, producent między innymi kas fiskalnych. Jest to jedna z mniejszych dzielnic zabrzańskich, najbardziej wysunięta na północ. Na jej terenie mieści się Zespół Szkół Salezjańskich, biblioteka, a także parę większych sklepów, jak na przykład Biedronka, Polomarket oraz Carrefour. 
Od zachodu, północy i wschodu otoczona przez bytomską dzielnicę Stolarzowice, od zachodu na krótkim, około 200-metrowym odcinku, graniczy z gminą Zbrosławice, natomiast od południa graniczy z Rokitnicą.

## Historia
Na terenie dawnego folwarku Donnersmarcków, położonego między Stolarzowicami a Rokitnicą, w 1929 roku powstało osiedle Helenenhof. Do projektu powrócono w 1954 roku, wtedy Helenka stała się częścią Zabrza.
Od stycznia 2004 roku zaistniał na Helence organ samorządowy miasta Zabrze – Rada Dzielnicy Helenka.